# Список премьер-министров Камбоджи
Премьер-министр Камбоджи (кхмер. នាយករដ្ឋមន្ត្រីនៃព្រះរាជាណាចក្រកម្ពុជា) является главой правительства Королевства Камбоджа.
Он представляет возглавляемое правительство в стране и за рубежом. Согласно действующей конституции, премьер-министр избирается на пятилетний срок (без ограничения прав на переизбрание). Он должен быть членом парламента и должен получить одобрение парламента до своего официального назначения, производимого королём. Традиционная церемония приведения к присяге проходит в королевском дворце.
Начиная с 1945 года, пост главы правительства занимали 36 лиц (включая трёх исполняющих обязанности). Действующий премьер-министр Хун Манет занимает должность с 22 августа 2023 года.

## Королевство Камбоджа (протекторат Франции, 1945—1949)
| №                                                     | Портрет | Имя (годы жизни)                                               | Период полномочий | Период полномочий | Партия                 | Выборы |
| №                                                     | Портрет | Имя (годы жизни)                                               | Начало            | Окончание         | Партия                 | Выборы |
| ----------------------------------------------------- | ------- | -------------------------------------------------------------- | ----------------- | ----------------- | ---------------------- | ------ |
| король Нородом Сианук (25 апреля 1941 — 3 марта 1955) |         |                                                                |                   |                   |                        |        |
| 1 (I)                                                 |         | король Нородом Сианук (1922—2012) кхмер. នរោត្តម សីហនុ             | 18 марта 1945     | 13 августа 1945   | независимый            |        |
| 2                                                     |         | Сон Нгок Тхань (1908—1977) кхмер. សឺង ង៉ុកថាញ់ вьет. Sơn Ngọc Thành | 14 августа 1945   | 16 октября 1945   | независимый            |        |
| 3                                                     |         | принц Сисоват Монирет (1909—1975) кхмер. ស៊ីសុវត្ថិ មុន្នីរ៉េត           | 17 октября 1945   | 15 декабря 1946   | независимый            |        |
| 4                                                     |         | принц Сисоват Ютевонг (1913—1947) кхмер. ស៊ីសុវត្ថិ យុត្តិវង្ស          | 15 декабря 1946   | 15 июля 1947      | Демократическая партия | 1946   |
| 5                                                     |         | принц Сисоват Вачаявонг (1891—1972) кхмер. ស៊ីសុវត្ថិ វឌ្ឍឆាយាវង្ស      | 25 июля 1947      | 20 февраля 1948   | Демократическая партия | 1947   |
| 6                                                     |         | Чхеан Вам (1916—2000) кхмер. ឈាន វ៉ម                             | 20 февраля 1948   | 14 августа 1948   | Демократическая партия |        |
| 7 (I)                                                 |         | Самдеть Пенн Нут (1906—1985) кхмер. សម្តេច ប៉ែន នុត                 | 15 августа 1948   | 21 января 1949    | Демократическая партия |        |
| 8 (I)                                                 |         | Ем Самбур (1913—1989) кхмер. យ៉ែម សម្បូរ                           | 12 февраля 1949   | 20 сентября 1949  | Демократическая партия |        |
| 9                                                     |         | Аю Кёус (1905—1950) кхмер. អៀ កឹស                                | 20 сентября 1949  | 29 сентября 1949  | Демократическая партия |        |
| 8 (II)                                                |         | Ем Самбур (1913—1989) кхмер. យ៉ែម សម្បូរ                           | 29 сентября 1949  | 8 ноября 1949     | Демократическая партия |        |

## Королевство Камбоджа (ассоциация с Францией, 1949—1953)
| №                                                     | Портрет | Имя (годы жизни)                                      | Период полномочий | Период полномочий | Партия                 | Выборы |
| №                                                     | Портрет | Имя (годы жизни)                                      | Начало            | Окончание         | Партия                 | Выборы |
| ----------------------------------------------------- | ------- | ----------------------------------------------------- | ----------------- | ----------------- | ---------------------- | ------ |
| король Нородом Сианук (25 апреля 1941 — 3 марта 1955) |         |                                                       |                   |                   |                        |        |
| 8 (II)                                                |         | Ем Самбур (1913—1989) кхмер. យ៉ែម សម្បូរ                  | 8 ноября 1949     | 28 апреля 1950    | Демократическая партия |        |
| 1 (II)                                                |         | король Нородом Сианук (1922—2012) кхмер. នរោត្តម សីហនុ    | 28 апреля 1950    | 30 мая 1950       | независимый            |        |
| 10                                                    |         | принц Сисоват Монипонг (1912—1956) кхмер. ស៊ីសុវត្ថិ មុនីពង្ស | 30 мая 1950       | 3 марта 1951      | независимый            |        |
| 11 (I)                                                |         | Оум Чхеанг Сун (1900—1963) кхмер. អ៊ុំ ឈាងស៊ុន              | 3 марта 1951      | 12 октября 1951   | Демократическая партия | 1947   |
| 12                                                    |         | Хюи Кантхуль (1909—1991) кхмер. ហ៊ុយ កន្ធុល               | 13 октября 1951   | 16 июня 1952      | Демократическая партия |        |
| 1 (III)                                               |         | король Нородом Сианук (1922—2012) кхмер. នរោត្តម សីហនុ    | 16 июня 1952      | 24 января 1953    | независимый            |        |
| 7 (II)                                                |         | Самдеть Пенн Нут (1906—1985) кхмер. សម្តេច ប៉ែន នុត        | 24 января 1953    | 9 ноября 1953     | Демократическая партия |        |

## Королевство Камбоджа (1953—1970)
| № | Портрет | Имя (годы жизни)                                         | Период полномочий | Период полномочий | Партия                 | Выборы |
| № | Портрет | Имя (годы жизни)                                         | Начало            | Окончание         | Партия                 | Выборы |
| --- | ------- | -------------------------------------------------------- | ----------------- | ----------------- | ---------------------- | ------ |
| король Нородом Сианук (25 апреля 1941 — 3 марта 1955), отрёкся в пользу отца |         |                                                          |                   |                   |                        |        |
| 7 (II) |         | Самдеть Пенн Нут (1906—1985) кхмер. សម្តេច ប៉ែន នុត           | 9 ноября 1953     | 22 ноября 1953    | Демократическая партия |        |
| 13 |         | Чан Нак (1892—1954) кхмер. ចាន់ ណាក                         | 22 ноября 1953    | 7 апреля 1954     | независимый            |        |
| 1 (IV) |         | король Нородом Сианук (1922—2012) кхмер. នរោត្តម សីហនុ       | 7 апреля 1954     | 18 апреля 1954    | независимый            |        |
| 7 (III) |         | Самдеть Пенн Нут (1906—1985) кхмер. សម្តេច ប៉ែន នុត           | 18 апреля 1954    | 26 января 1955    | Демократическая партия |        |
| король Нородом Сурамарит (3 марта 1955 — 3 апреля 1960), скончался |         |                                                          |                   |                   |                        |        |
| 14 |         | Ленг Нгет (1900—1975) кхмер. ឡេង ង៉ែត                       | 26 января 1955    | 3 октября 1955    | Демократическая партия |        |
| 1 (V) |         | принц Нородом Сианук (1922—2012) кхмер. នរោត្តម សីហនុ        | 3 октября 1955    | 5 января 1956     | Сангкум                | 1955   |
| 11 (II) |         | Оум Чхеанг Сун (1900—1963) кхмер. អ៊ុំ ឈាងស៊ុន                 | 5 января 1956     | 29 февраля 1956   | Сангкум                |        |
| 1 (VI) |         | принц Нородом Сианук (1922—2012) кхмер. នរោត្តម សីហនុ        | 1 марта 1956      | 24 марта 1956     | Сангкум                |        |
| 15 |         | Кхим Тит (1896—1975) кхмер. ឃឹម ទិត                        | 3 апреля 1956     | 29 июля 1956      | Сангкум                |        |
| 1 (VII) |         | принц Нородом Сианук (1922—2012) кхмер. នរោត្តម សីហនុ        | 15 сентября 1956  | 15 октября 1956   | Сангкум                |        |
| 16 |         | Сам Юн (1905—1974) кхмер. សាន យន់                          | 25 октября 1956   | 9 апреля 1957     | Сангкум                |        |
| 1 (VIII) |         | принц Нородом Сианук (1922—2012) кхмер. នរោត្តម សីហនុ        | 9 апреля 1957     | 7 июля 1957       | Сангкум                |        |
| 17 (I) |         | Сим Вар (1906—1989) кхмер. ស៊ឹម វ៉ា                          | 26 июля 1957      | 11 января 1958    | Сангкум                |        |
| 18 |         | Эк И Оун (1910–2013)                                     | 11 января 1958    | 17 января 1958    | Сангкум                |        |
| 7 (IV) |         | Самдеть Пенн Нут (1906—1985) кхмер. សម្តេច ប៉ែន នុត           | 17 января 1958    | 24 апреля 1958    | Сангкум                | 1958   |
| 17 (II) |         | Сим Вар (1906—1989) кхмер. ស៊ឹម វ៉ា                          | 24 апреля 1958    | 10 июля 1958      | Сангкум                |        |
| 1 (IX) |         | принц Нородом Сианук (1922—2012) кхмер. នរោត្តម សីហនុ        | 10 июля 1958      | 19 апреля 1960    | Сангкум                |        |
| Период регентства: Чуоп Хелл, исполняющий обязанности главы государства (3 апреля 1960 — 6 апреля 1960) принц Сисоват Монирет, глава регентского совета (6 апреля 1960 — 13 июня 1960) Чуоп Хелл, исполняющий обязанности главы государства (13 июня 1960 — 20 июня 1960) принц-регент Нородом Сианук (20 июня 1960 — 18 марта 1970) Ченг Хенг, исполняющий обязанности главы государства (21 марта 1970 — 9 октября 1970) |         |                                                          |                   |                   |                        |        |
| 19 |         | Фо Прюнг (1903—1975) кхмер. ផូ ព្រឿង                        | 19 апреля 1960    | 28 января 1961    | независимый            |        |
| 7 (V) |         | Самдеть Пенн Нут (1906—1985) кхмер. សម្តេច ប៉ែន នុត           | 28 января 1961    | 17 ноября 1961    | Сангкум                |        |
| 1 (X) |         | принц-регент Нородом Сианук (1922—2012) кхмер. នរោត្តម សីហនុ | 17 ноября 1961    | 13 февраля 1962   | Сангкум                |        |
| и. о. |         | Чакрей Нхиек Тиулонг (1908—1996) кхмер. ញឹក ជូឡុង           | 13 февраля 1962   | 6 августа 1962    | Сангкум                | 1962   |
| и. о. |         | Чау Сен Коксал Чхум (1905—2009) кхмер. ចៅ សែន កុសលឈុំ         | 6 августа 1962    | 6 октября 1962    | Сангкум                |        |
| 20 |         | принц Нородом Кантол (1920—1976) кхмер. នរោត្តម កន្តុល       | 6 октября 1962    | 25 октября 1966   | Сангкум                | 1966   |
| 21 (I) |         | генерал Лон Нол (1913—1985) кхмер. លន់ នល់                 | 25 октября 1966   | 1 мая 1967        | Сангкум                |        |
| 22 |         | Сон Санн (1911—2000) кхмер. សឺន សាន                        | 1 мая 1967        | 31 января 1968    | Сангкум                |        |
| 7 (VI) |         | Самдеть Пенн Нут (1906—1985) кхмер. សម្តេច ប៉ែន នុត           | 31 января 1968    | 14 августа 1969   | Сангкум                |        |
| 21 (II) |         | генерал Лон Нол (1913—1985) кхмер. លន់ នល់                 | 14 августа 1969   | 9 октября 1970    | Сангкум                |        |

## Кхмерская Республика(1970—1975)
| № | Портрет | Имя (годы жизни)                                                      | Период полномочий | Период полномочий | Политическая партия                | Выборы |
| № | Портрет | Имя (годы жизни)                                                      | Начало            | Окончание         | Политическая партия                | Выборы |
| --- | ------- | --------------------------------------------------------------------- | ----------------- | ----------------- | ---------------------------------- | ------ |
| президент Ченг Хенг (9 октября 1970 — 9 марта 1972) |         |                                                                       |                   |                   |                                    |        |
| 21 (II) |         | генерал Лон Нол (1913—1985) кхмер. លន់ នល់                              | 9 октября 1970    | 11 марта 1971     | армия                              |        |
| президент Лон Нол (10 марта 1972 — 1 апреля 1975) Саукам Хой, исполняющий обязанности президента (1 апреля 1975 — 12 апреля 1975) Сак Сутсакан, председатель Верховного комитета (12 апреля 1975 — 17 апреля 1975) |         |                                                                       |                   |                   |                                    |        |
| 23 |         | принц Сисоват Сирик Матак (1914—1975) кхмер. ស៊ីសុវត្ថិ សិរិមតះ               | 11 марта 1971     | 18 марта 1972     | армия                              |        |
| 2 (II) |         | Сон Нгок Тхань (1908—1977) кхмер. សឺង ង៉ុកថាញ់                             | 18 марта 1972     | 15 октября 1972   | Свободные кхмеры                   | 1972   |
| 24 |         | Хан Тун Хак (1926—1975) кхмер. ហង្ស ធុន ហាក់                              | 15 октября 1972   | 6 мая 1973        | Социально-республиканская партия   |        |
| 25 |         | Ин Там (1922—2006) кхмер. អ៊ិន តាំ                                        | 6 мая 1973        | 9 декабря 1973    | Демократическая партия             |        |
| 26 |         | Лонг Борет (1933—1975) кхмер. ឡុង បូរ៉េត                                  | 26 декабря 1973   | 17 апреля 1975    | Социально-республиканская партия   | 1976   |
| принц Нородом Сианук (17 апреля 1975 — 11 апреля 1976) номинальный глава государства при установившемся режиме Красных кхмеров (под домашним арестом)                                                              |         |                                                                       |                   |                   |                                    |        |
| 7 (VII) |         | Самдеть Пенн Нут (1906—1985) кхмер. សម្តេច ប៉ែន នុត (под домашним арестом) | 17 апреля 1975    | 4 апреля 1976     | Национальный единый фронт Кампучии |        |
| и. о. |         | Кхиеу Сампхан (род. 1931) кхмер. ខៀវសំផន                                | 4 апреля 1976     | 11 апреля 1976    | Коммунистическая партия Кампучии   |        |

## Демократическая Кампучия(1976—1979)
| № | Портрет | Имя (годы жизни)                                                  | Период полномочий | Период полномочий | Политическая партия              | Выборы |
| № | Портрет | Имя (годы жизни)                                                  | Начало            | Окончание         | Политическая партия              | Выборы |
| --- | ------- | ----------------------------------------------------------------- | ----------------- | ----------------- | -------------------------------- | ------ |
| председатель Государственного совета Кхиеу Сампхан (11 апреля 1976 — 7 января 1979) |         |                                                                   |                   |                   |                                  |        |
| и. о. |         | Кхиеу Сампхан (род. 1931) кхмер. ខៀវសំផន                            | 11 апреля 1976    | 14 апреля 1976    | Коммунистическая партия Кампучии |        |
| 27 (I) |         | Пол Пот (1925—1998) кхмер. ប៉ុល ពត наст. имя Салот Сар кхмер. សាឡុត ស | 14 апреля 1976    | 27 сентября 1976  | Коммунистическая партия Кампучии |        |
| 28 |         | Нуон Чеа (1926—2019) кхмер. នួន ជា                                  | 27 сентября 1976  | 25 октября 1976   | Коммунистическая партия Кампучии |        |
| 27 (II) |         | Пол Пот (1925—1998) кхмер. ប៉ុល ពត наст. имя Салот Сар кхмер. សាឡុត ស | 25 октября 1976   | 7 января 1979     | Коммунистическая партия Кампучии |        |
| Правительство в изгнании (1979—1993), признанное ООН, в 1982—1991 годах называлось «Коалиционное правительство Демократической Кампучии», в 1991—1993 годах «Национальное правительство Камбоджи» |         |                                                                   |                   |                   |                                  |        |
| — |         | Кхиеу Сампхан (род. 1931) кхмер. ខៀវសំផន                            | 1979              | 1982              |                                  |        |
| — |         | Сон Санн (1911—2000) кхмер. សឺន សាន                                 | 22 июня 1982      | 1993              |                                  |        |

## Народная Республика Кампучия(1979—1989)
| № | Портрет | Имя (годы жизни)                     | Период полномочий | Период полномочий | Политическая партия                   | Выборы |
| № | Портрет | Имя (годы жизни)                     | Начало            | Окончание         | Политическая партия                   | Выборы |
| --- | ------- | ------------------------------------ | ----------------- | ----------------- | ------------------------------------- | ------ |
| председатель Народно-революционного комитета Хенг Самрин (7 января 1979 — 27 июня 1981) председатель Государственного совета Хенг Самрин (27 июня 1981 — 1 мая 1989) |         |                                      |                   |                   |                                       |        |
| должность главы правительства вакантна (7 января 1979 — 27 июня 1981)                                                                                                |         |                                      |                   |                   |                                       |        |
| 29 |         | Пен Сован (1936—2016) кхмер. ប៉ែន សុវណ្ណ | 27 июня 1981      | 5 декабря 1981    | Народно-революционная партия Кампучии | 1981   |
| 30 |         | Чан Сы (1932—1984) кхмер. ចាន់ ស៊ី       | 9 февраля 1982    | 26 декабря 1984   | Народно-революционная партия Кампучии |        |
| 31 (I) |         | Хун Сен (род. 1952) кхмер. ហ៊ុន សែន     | 14 января 1985    | 1 мая 1989        | Народно-революционная партия Кампучии |        |

## Государство Камбоджа(1989—1993)
| № | Портрет | Имя (годы жизни)                                                            | Период полномочий | Период полномочий | Политическая партия                                              | Выборы |
| № | Портрет | Имя (годы жизни)                                                            | Начало            | Окончание         | Политическая партия                                              | Выборы |
| --- | ------- | --------------------------------------------------------------------------- | ----------------- | ----------------- | ---------------------------------------------------------------- | ------ |
| председатель Государственного совета Хенг Самрин (1 мая 1989 — 6 апреля 1992) председатель Государственного совета Чеа Сим (6 апреля 1992 — 14 июня 1993) Одновременно: председатель Верховного национального совета принц Нородом Сианук (20 ноября 1992 — 14 июня 1993) Затем: глава государства принц Нородом Сианук (14 июня 1993 — 24 сентября 1993) |         |                                                                             |                   |                   |                                                                  |        |
| 31 (I) |         | Хун Сен (род. 1952) кхмер. ហ៊ុន សែន                                            | 1 мая 1989        | 2 июля 1993       | Народно-революционная партия Кампучии → Народная партия Камбоджи | 1993   |
| 32 |         | принц Нородом Ранарит (1944—2021) кхмер. នរោត្តម រណឫទ្ធិ Первый премьер-министр | 2 июля 1993       | 24 сентября 1993  | ФУНСИНПЕК                                                        |        |
| 31 (II) |         | Хун Сен (род. 1952) кхмер. ហ៊ុន សែន Второй премьер-министр                     | 2 июля 1993       | 24 сентября 1993  | Народная партия Камбоджи                                         |        |

## Королевство Камбоджа (с 1993)
| № | Портрет | Имя (годы жизни)                                                            | Период полномочий | Период полномочий | Политическая партия      | Выборы              |
| № | Портрет | Имя (годы жизни)                                                            | Начало            | Окончание         | Политическая партия      | Выборы              |
| --- | ------- | --------------------------------------------------------------------------- | ----------------- | ----------------- | ------------------------ | ------------------- |
| король Нородом Сианук (24 сентября 1993 — 7 октября 2004) король Нородом Сиамони (с 14 октября 2004) |         |                                                                             |                   |                   |                          |                     |
| 32                                                                                                   |         | принц Нородом Ранарит (1944—2021) кхмер. នរោត្តម រណឫទ្ធិ Первый премьер-министр | 24 сентября 1993  | 6 августа 1997    | ФУНСИНПЕК                |                     |
| 31 (II)                                                                                              |         | Хун Сен (род. 1952) кхмер. ហ៊ុន សែន Второй премьер-министр                     | 24 сентября 1993  | 30 ноября 1998    | Народная партия Камбоджи | 1998                |
| 33                                                                                                   |         | Унг Хуот (род. 1945) кхмер. អ៊ឹង ហួត Первый премьер-министр                    | 6 августа 1997    | 30 ноября 1998    | ФУНСИНПЕК                | 1998                |
| 31 (III)                                                                                             |         | Хун Сен (род. 1952) кхмер. ហ៊ុន សែន                                            | 30 ноября 1998    | 22 августа 2023   | Народная партия Камбоджи | 2003 2008 2013 2018 |
| 34                                                                                                   |         | Хун Манет (род. 1977) кхмер. ហ៊ុន ម៉ាណែត                                         | 22 августа 2023   | действующий       | Народная партия Камбоджи | 2023                |